# Arkadiusz Tomiak

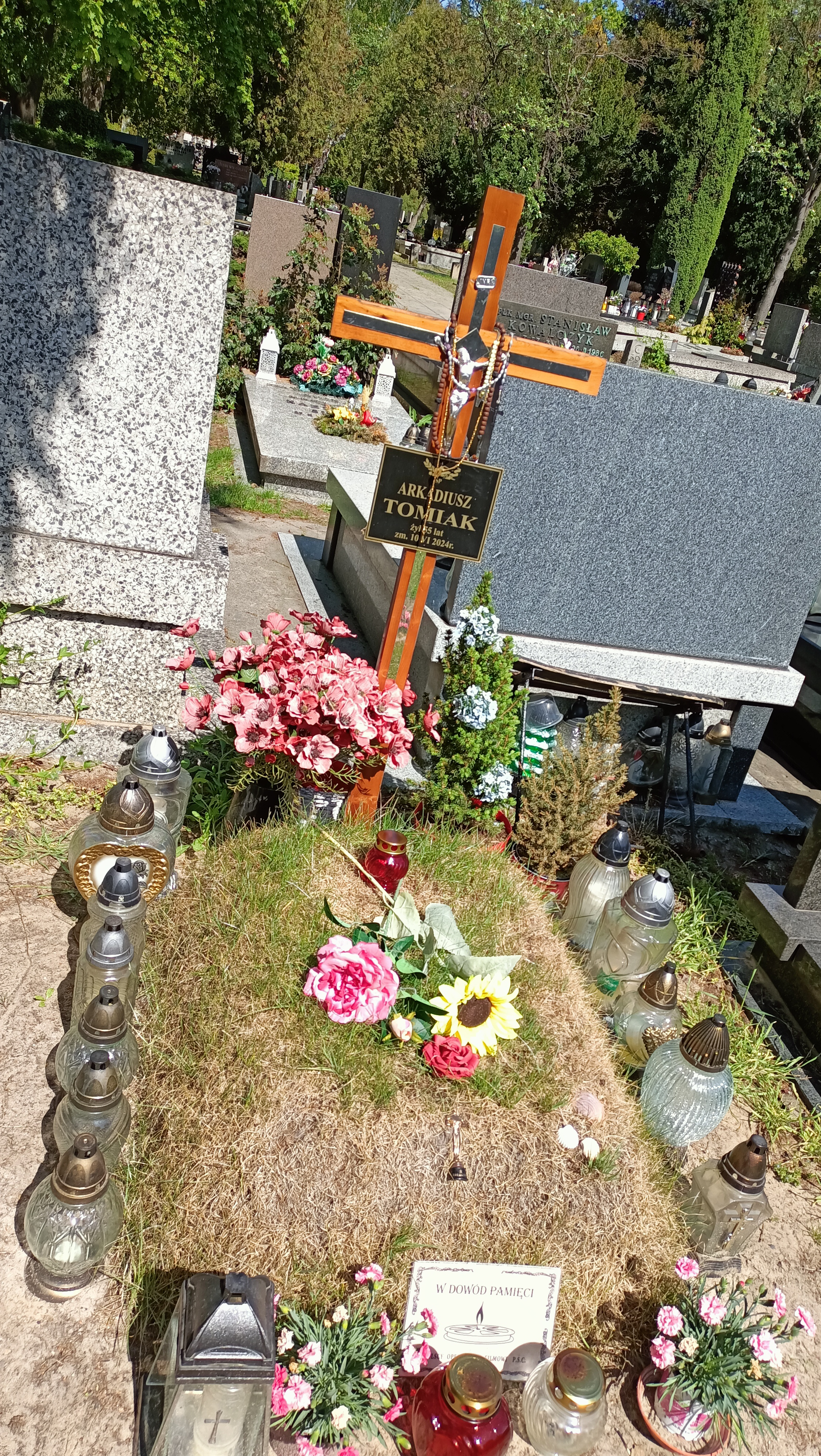
Grób Arkadiusza Tomiaka na Cmentarzu Wojskowym na Powązkach

Arkadiusz Tomiak (ur. 20 lutego 1969 w Koszalinie, zm. 10 czerwca 2024 w Lubiewicach) – polski operator filmowy.

## Życiorys
W 1995 ukończył studia na Wydziale Operatorskim PWSFTViT w Łodzi. Dwukrotny laureat Nagrody za zdjęcia na Festiwalu Polskich Filmów Fabularnych w Gdyni (2000: Daleko od okna, w 2006 za zdjęcia do dwóch filmów: Statyści i Palimpsest) oraz dwukrotny laureat Polskiej Nagrody Filmowej – Orzeł w kategorii najlepsze zdjęcia (2013: Obława, 2016: Karbala) – ponadto pięciokrotnie nominowany do tej nagrody (2001: Daleko od okna, 2002: Cisza, 2005: Symetria, 2007: Palimpsest, 2016: Fotograf). Członek Polish Society of Cinematographers, elitarnego stowarzyszenia twórców zdjęć filmowych.
Zginął w wypadku samochodowym w Lubiewicach k. Tucholi.

## Filmografia
- Czerwone maki (2024)
- Zaćma (2016)
- Karbala (2015)
- Daas (2011)
- Zero (2009)
- Mała wielka miłość (2008)
- Stygmatyczka (Scena Faktu Teatru Telewizji, 2008)
- Prawo miasta (2007)
- Jasne błękitne okna (2006)
- Palimpsest (2006)
- Statyści (2006)
- Symetria (2004)
- Stacyjka (2004)
- Oficer (2004–2005)
- Zróbmy sobie wnuka (2003)
- Żurek (2003)
- Na Wspólnej (2003–2007)
- Kariera Nikosia Dyzmy (2002)
- Gorący Temat (2002–2003)
- Myszka Walewska (2001)
- Marzenia do spełnienia (2001–2002)
- Słoneczna włócznia (2000)
- Daleko od okna (2000)
- Na dobre i na złe (1999–2007)
- Czułość i kłamstwa (1999–2000)
- Wrota Europy (1999)
- Sprzężenie zwrotne (1993)